# Mind How You Go
Mind How You Go – solowy debiut Skye Edwards, po jej odejściu z Morcheeby.
Pomimo ciepłego przyjęcia przez fanów album nie był hitem sprzedaży w Wielkiej Brytanii w wyniku niewystarczającej promocji krążka.
Album był o wiele popularniejszy w Polsce, Francji, Włoszech i Szwajcarii.

## Lista utworów
1. "Love Show" (Gary Clark, Skye) – 4:03
2. "Stop Complaining" (Patrick Leonard, Edwards) – 3:37
3. "Solitary" (Steve Gordon, Leonard, Edwards) – 4:55
4. "Calling" (Gordon, Leonard, Edwards) – 5:23
5. "What's Wrong With Me?" (Leonard, Edwards) – 3:37
6. "No Other" (Pascal Gabriel, Gordon, Edwards) – 4:04
7. "Tell Me About Your Day" (Leonard, Edwards) – 4:00
8. "All the Promises" (Gordon, Leonard, Edwards) – 4:08
9. "Powerful" (Clark, Edwards) – 4:43
10. "Say Amen" (Gordon, Leonard, Edwards) – 4:31
11. "Jamaica Days" (Daniel Lanois, Edwards) – 4:24